# Balanites
Genre
Classification phylogénétique
Balanites est un genre de plantes dicotylédones, de la famille des Zygophyllacées. Il comprend deux douzaines d'espèces.
Ce sont des arbres ou des arbustes des régions tropicales (sauf en Amérique). Le plus connu est le Dattier du désert (Balanites aegyptiaca). 
Dans certaines classifications le genre est élevé au rang de famille (les Balanitacées).

## Sous-genres
- Balanites aegyptiaca
- Balanites maughamii
- Balanites wilsoniana